# Ковыль камнелюбивый
Ковыль камнелюбивый (лат. Stipa lithophila) — многолетнее растение семейства злаковых, эндемик Крыма. Занесено в Европейский красный список и Красную книгу в статусе «Неоценённый». Перспективная декоративная и противоэрозионная культура.

## Описание
Травянистое растение высотой 40—55 см, гемикриптофит. Корневая система густая. Злак образует плотные дернины шириной до 2 см. Стебли представляют собой многочисленные соломинки. Листья щетиноподобные, свернутые, иногда плоские, 30—40 см длиной и 3—7 мм в ширину. Большинство из них сконцентрировано у основания стеблей в виде метёлки, стеблевых листьев 3—4 штуки. Соцветия — широкая метелка. Ость 30—42 см длиной, белоперьевой.

## Экология и распространение
Вид светолюбив и засухоустойчив, любит почвы с высоким содержанием кальция. Растет в каменистых степях, на опушках и в разреженных хвойных лесах, а также среди скал, где выходы верхнеюрских известняков обнажаются, а в щелях накапливается дерновая почва. В местах с локально высокой численностью во время цветения создает аспект. Цветет в мае-июне, плодоносит в июле. Размножается вегетативно и семенами.
Ареал вида чрезвычайно узкий — ковыль каменелюбивый распространен лишь в Горном Крыму, отдельные особи иногда встречаются на южном побережье полуострова. Популяции сильно фрагментированы, разреженные и лишь изредка образуют полосы со сплошным проектным покрытием.

## Значение и статус вида
В прошлом популяции ковыля камнелюбивого испытывали сильное антропогенное давление вследствие чрезмерного выпаса скота, по состоянию на 2015 год нормальному воспроизводству вида препятствуют преимущественно природные факторы (низкая экологическая пластичность и конкурентная способность вида). Растение охраняется в Ялтинском горно-лесном, Крымском, Карадагском заповедниках, заказниках «Новый Свет», «Мыс Айя», Байдарском, памятниках природы «Демерджи», «Ак-Кая» и «Гора Кошка».
В связи с низкой численностью вид хозяйственного значения не имеет, хотя довольно декоративный. В природе ковыль каменелюбивый приносит пользу предотвращая эрозию, особенно в местах с тонким и непрочным слоем почвы.

## Систематика
Монотипичный вид, в пределах которого не описано никаких подвидов. В европейских научных кругах этот таксон рассматривается как синоним ковыля перистого. В свою очередь, синонимом ковыля каменелюбивого считается Stipa eriocaulis Borb. subsp. lithophila (P. Smirn.) Tzvelev.